# Sahara (Band)
Sahara war eine deutsche Progressive-Rock-Band aus München.

## Geschichte
Im Jahr 1966 als The Subjects gegründet, nahm die Gruppe das erste Album (1972) unter dem Namen Subject Esq. auf. Danach benannte sich die Gruppe in Sahara um und es erschienen die Alben Sahara Sunrise (1974) und For All the Clowns (1975). Ende der 1970er Jahre löste sich die Band zunächst auf.
Nach langer Pause war die Gruppe ab 2006 in Originalbesetzung wieder live aktiv. Am 2. August 2006 fand 40 Jahre nach der Bandgründung ein Reunion-Konzert beim Theatron-Festival statt. Weitere Highlights waren das Open-Air-Konzert auf dem Burg-Herzberg-Festival im Juli 2007, der Auftritt im ehemaligen Blow Up, heute Schauburg (München) im April 2008 und das Konzertereignis in der Akademie der Bildenden Künste München im Februar 2009.
Im Oktober 2019 löste sich die Band auf.

## Diskografie
- 1972: Subject Esq. (Album, CBS (Epic S 64998))
- 1974: Sahara Sunrise (Album, Ariola (PAN 87 306 IT))
- 1975: For All the Clowns (Album, Ariola (89 377 OT))
- 1991: Subject Esq. (CD, Ohrwaschl Records (OW 010))
- 1993: For All the Clowns (CD, Ohrwaschl-Records (OW 021))
- 1993: Sahara Sunrise (CD, Ohrwaschl-Records (OW 022))
- 2008: Back on Stage (DVD, Sahara Live in Concert, Ohrwaschl-Records (Sahara DVD 01))[3]
- 2016: Lost Tapes (CD, studio tracks and live recordings 1971–1975, Ohrwaschl-Records (OW 050))
- 2019: Sahara Sunrise (CD, new remastered sound, restored artwork, 2 bonustracks, Ohrwaschl-Records (OW 051))